# Huang Shen

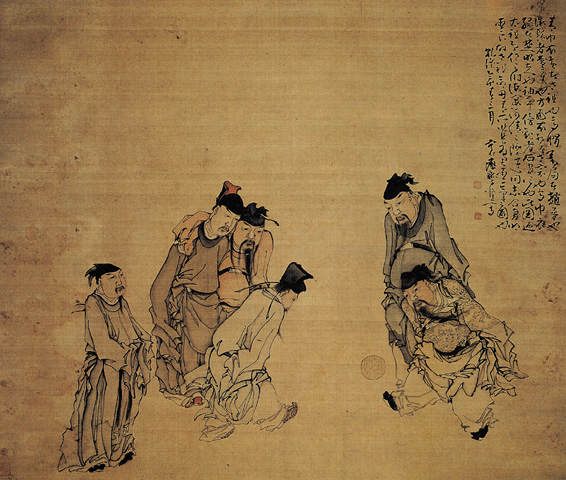
Pintura de Cuju

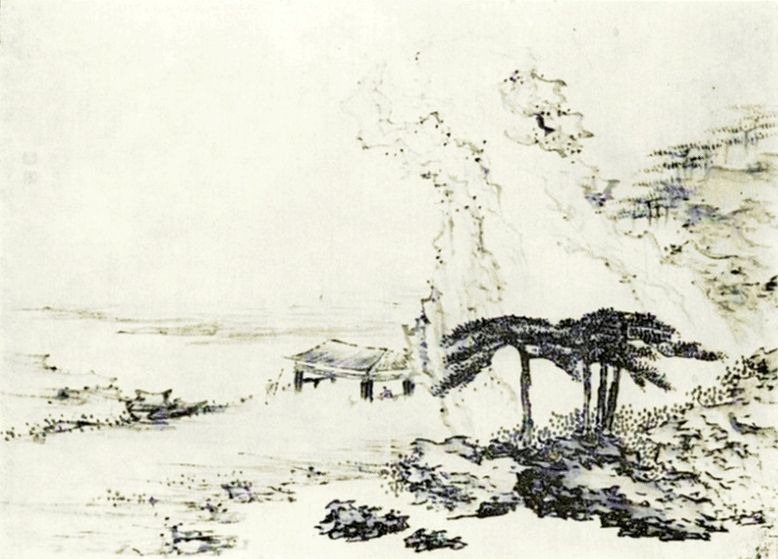
Estiu, Museu Narodowe w Warszawie

Huang Shen (xinès simplificat: 黄慎; xinès tradicional: 黃慎; pinyin: Huáng Shèn) fou un pintor, cal·lígraf i poeta xinès que va viure sota la dinastia Qing. Va néixer a Ninghua, província de Fujian el 1687 i va morir el 1768 (altres fonts mencionen el 1772). La seva família era pobra i va tenir una existència precària mentre es guanyava la vida venent retrats. De jove, va residir a Yangzhou i va ser un pintor professional la resta de la seva vida.
Va destacar com a pintor de figures humanes, flors i paisatges. Les seves pintures solen mostrar moviments audaços del pinzell, enèrgics i, en certa forma, incomplets. Pertany al col·lectiu conegut, en la història de l'art, com els Vuit excèntrics de Yangzhou. Entre les seves obres destaquen, entre d'altres El pescador i la seva dona, El monjo embriac i El pastor Su Wu.